# Sphecozone cornuta
Sphecozone cornuta is een spinnensoort uit de familie hangmatspinnen (Linyphiidae). De soort komt voor in Argentinië.